# Forza Motorsport 5
Forza Motorsport 5 – komputerowa gra wyścigowa z serii Forza Motorsport wyprodukowana przez amerykańskie studio Turn 10 Studios. Gra została wydana 22 listopada 2013 roku przez Microsoft Studios na Xbox One.

## Rozgrywka
Gracz może startować w wybranych bolidach serii IndyCar oraz dwóch bolidach Formuły 1.
Gra powstała przy współpracy motoryzacyjnego programu telewizyjnego Top Gear, dzięki temu m.in. Jeremy Clarkson komentuje rozgrywkę.
W grze zawarty został tryb gry wieloosobowej umożliwiający grę przez Internet.